# Santa Rita do Trivelato
Santa Rita do Trivelato är en kommun i Brasilien.   Den ligger i delstaten Mato Grosso, i den centrala delen av landet, 800 km väster om huvudstaden Brasília. Antalet invånare är 2 466.
Trakten runt Santa Rita do Trivelato består till största delen av jordbruksmark. Trakten runt Santa Rita do Trivelato är nära nog obefolkad, med mindre än två invånare per kvadratkilometer.